# Оман шорсткий
Оман шорсткий (Inula aspera) — вид рослин з родини айстрових (Asteraceae), поширений у південній Європі, західній і середній Азії.

## Опис
Багаторічна рослина 20–80 см заввишки. Кореневище коротке. Стебло розгалужене тільки у верхній частині. Листки видовжено-ланцетні або видовжено-яйцеподібні, тупуваті або коротко загострені, майже цілокраї.

## Поширення
Поширений у південній Європі, західній і середній Азії.
В Україні вид зростає на степових схилах, кам'янистих відслоненнях, суходільних луках, серед чагарників — у Лісостепу (на Лівобережжі, Донецькому кряжі), Степу, б.-м. зазвичай, в гірському та південному Криму, на Керченському півострові.